# 데이브 비클러
데이브 비클러(영어: Dave Bickler, 1953년 3월 31일~)는 미국의 록 가수 겸 작사가이며 작곡가이고, 록 음악 밴드 《서바이버》의 구성원(원년 보컬리스트)이었다.
미국 노스 다코타 주 비즈마크에서 출생하였고 지난날 한때 미국 노스 다코타 주 파고에서 잠시 유아기를 보낸 적이 있는 그는 그 후 미국 미네소타 주 윌마에서 성장하였으며 1972년 솔로 가수 첫 데뷔하였고 1978년 하드 록 밴드 서바이버(Survivor)에 보컬리스트 영입되었으며 이후 1984년까지 6년간 하드 록 밴드 서바이버(Survivor)에서 보컬리스트 활동하였고 이후 솔로 가수 활동을 재개하였다. 그가 하드 록 밴드 서바이버의 보컬리스트에서 물러난 이후 서바이버의 후임 차기 보컬리스트에는 지미 제이미슨(Jimi Jamison)이 영입되었다.
그는 하드 록 음악 밴드 서바이버가 활동 초기 시절이던 1982년 2월에 발표한 《Eye of the tiger》라는 노래 작품의 원곡 발표를 한 서바이버 밴드 초기 프런트맨이기도 하다. 《Eye of the tiger》라는 노래 작품은 발표된지 불과 석 달이 지난 1982년 5월 미국 영화 《로키 3》 OST로도 수록되었고 이어 같은 해 1982년 빌보드 차트 1위를 기록하였다.